# Preguiça (São Nicolau)

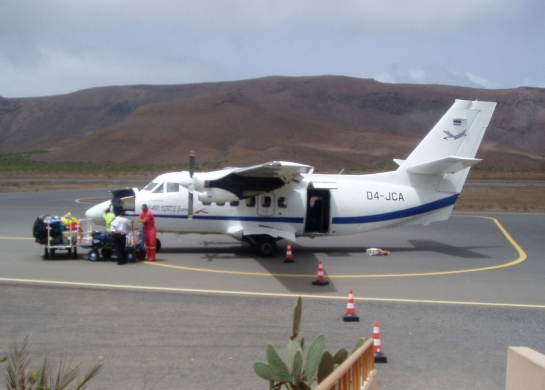
Avião no Aeródromo da Preguiça

Preguiça (em Crioulo cabo-verdiano: Prgisa ou Prdjisa) é uma aldeia na ilha de São Nicolau, em Cabo Verde. Tem uma população de 477[carece de fontes?] habitantes. Na Preguiça situa-se o aeródromo homónimo, o único da ilha, e possui um do dois melhores portos da ilha conetava rodovias de mar com ilhas de São Vicente e Sal e outros ilhas de Cabo Verde.

## Demografia
- 2000 (Censo de 16 de junho): 465
- 2005 (1 de janeiro): 477
- 2010 (Censo): 567[1]

## Património edificado
- Forte do Príncipe Real